# Leesmuseum voor Vrouwen
Het Leesmuseum voor Vrouwen (niet te verwarren met het Haagse Damesleesmuseum) te Amsterdam was een vroege openbare bibliotheek waar vrouwen konden lezen. Het museum werd in 1877 opgericht en in 1966 opgeheven.

## Organisatie
Er bestonden al meerdere leesmusea, zoals het Amsterdamse Leesmuseum uit 1800. Hier waren vrouwen echter meestal niet toegestaan, wat er toe leidde dat er leesmusea speciaal voor vrouwen werden opgericht. Dit gebeurde in Amsterdam in 1877 door onder andere Elise Haighton, Wilhelmina Mercier-Meder, de schoonzuster van Helena Mercier en vijf anderen. 80 leden sloten zich bij hen aan en betaalden een jaarlijkse contributie van 10 gulden.
Het Leesmuseum voor Vrouwen groeide in de beginjaren uit tot ongeveer 150 leden, tussen 1888 en 1897 waren het er in totaal 321 en in 1913 stonden er 1080 vrouwen ingeschreven. In 1899 kon het museum een betaalde bibliothecaresse aannemen. Er waren 1439 werken in het Leesmuseum te vinden, naast Nederlands ook in het Engels, Frans en Duits en naast romans en klassieke literatuur ook kranten, populairwetenschappelijke boeken en tijdschriften. Auteurs die beschikbaar waren zijn onder andere Multatuli, Bosboom-Toussaint en George Sand. Ook teksten over de maatschappelijke positie van de vrouw waren aanwezig. Er werd geregeld gedebatteerd over de invoer van bepaalde werken, bijvoorbeeld de boeken van Émile Zola.
Leden moesten boven de 16 jaar zijn (vanaf 1901: 18 jaar) en door een ander lid worden voorgedragen waarna ze na ballotage werden toegelaten. De doelgroep was voornamelijk de hogere middenklasse, aangezien er voor armere lagen van de bevolking Nutsbibliotheken waren opgericht. Enkele figuren uit de vrouwenbeweging waren lid van het Leesmuseum, zoals Helena Mercier en Henriëtte van der Mey. Aletta Jacobs wilde ook lid worden, maar zag hier van af omdat er geen medische literatuur beschikbaar was. Zij werd als een van de uitzonderingen lid van het oude Leesmuseum uit 1800.
Het museum was ook lid van de Nationale Vrouwenraad. Het archief is te vinden bij het Stadsarchief Amsterdam en een deel van de collectie bij de Universiteitsbibliotheek van Amsterdam.